# 동호정
동호정(東胡亭)은 경상북도 안동시 서후면 금계리에 있다. 2009년 1월 21일 안동시의 문화유산 제20호로 지정되었다.